# Johann Baptist Rusch (Politiker)
Johann Baptist Emil Rusch (* 7. September 1844 in Appenzell; † 27. Januar 1890) war ein Schweizer Archivar und Politiker.

## Leben und Wirken
Nach dem Schulbesuch in Feldkirch und Schwyz studierte Rusch von 1863 bis 1865 Rechtswissenschaft an den Universitäten München, Heidelberg und Zürich. Von 1868 bis zu seinem Tod war er als Landesarchivar Leiter des Kantonsarchivs Appenzell Innerrhoden. Seit 1866 bekleidete er politische Ämter, so als Ratsmitglied in seinem Kanton, Statthalter (1874/75), Kantonsgerichtspräsident (1875/77), zwischen 1877 und 1890 Landammann und von 1869 bis 1875 und 1877 bis 1890 gewähltes Mitglied im Schweizer Ständerat.
Seit 1879 war er Präsident des Appenzeller Historischen Vereins, seit 1876 war er Redaktor des Appenzeller Volksfreunds. Bedeutend war auch seine Mitwirkung an der Kantonsverfassung von 1872.

## Schriften
- (Hrsg.): Appenzellisches Landbuch vom Jahre 1409. Schultheß, Zürich 1869.
- Bemerkungen über appenzell-innerrhodische Verfassungsrevision und über die bei der Bundesversammlung anhängigen bezüglichen Petitionen. Wyss, Bern 1869.
- Quellenstudien zu den zwischen Appenzell Inner- und Ausserrhoden waltenden Hoheitsstreitigkeiten. Bern 1869.
- Das Gaugericht auf der Müsinerwiese oder das freie kaiserliche Landgericht zu Rankweil in Müsinen. Wagner, Innsbruck 1870.
- Geschichte St. Gerolds des Frommen und seiner Propstei in Vorarlberg. Gerold, Wien 1870.
- Die römisch-katholische Kirche in der Schweiz. Beleuchtung eines Vorschlages zu Handen der Bundesrevisionskommission. Räber, Luzern 1871.
- Wanderspiegel. Liebeskind, Leipzig 1873.
- Alpines Stilleben. Stettner, Lindau 1881.